# 駝背長鰭八角魚
駝背長鰭八角魚，為輻鰭魚綱鮋形目杜父魚亞目八角魚科的其中一種，為溫帶海水魚，分布於西北太平洋日本至鄂霍次克海海域，棲息深度15-400公尺，體長可達36公分，棲息在底層水域，生活習性不明。